# Fürstliches Mausoleum (Stadthagen)

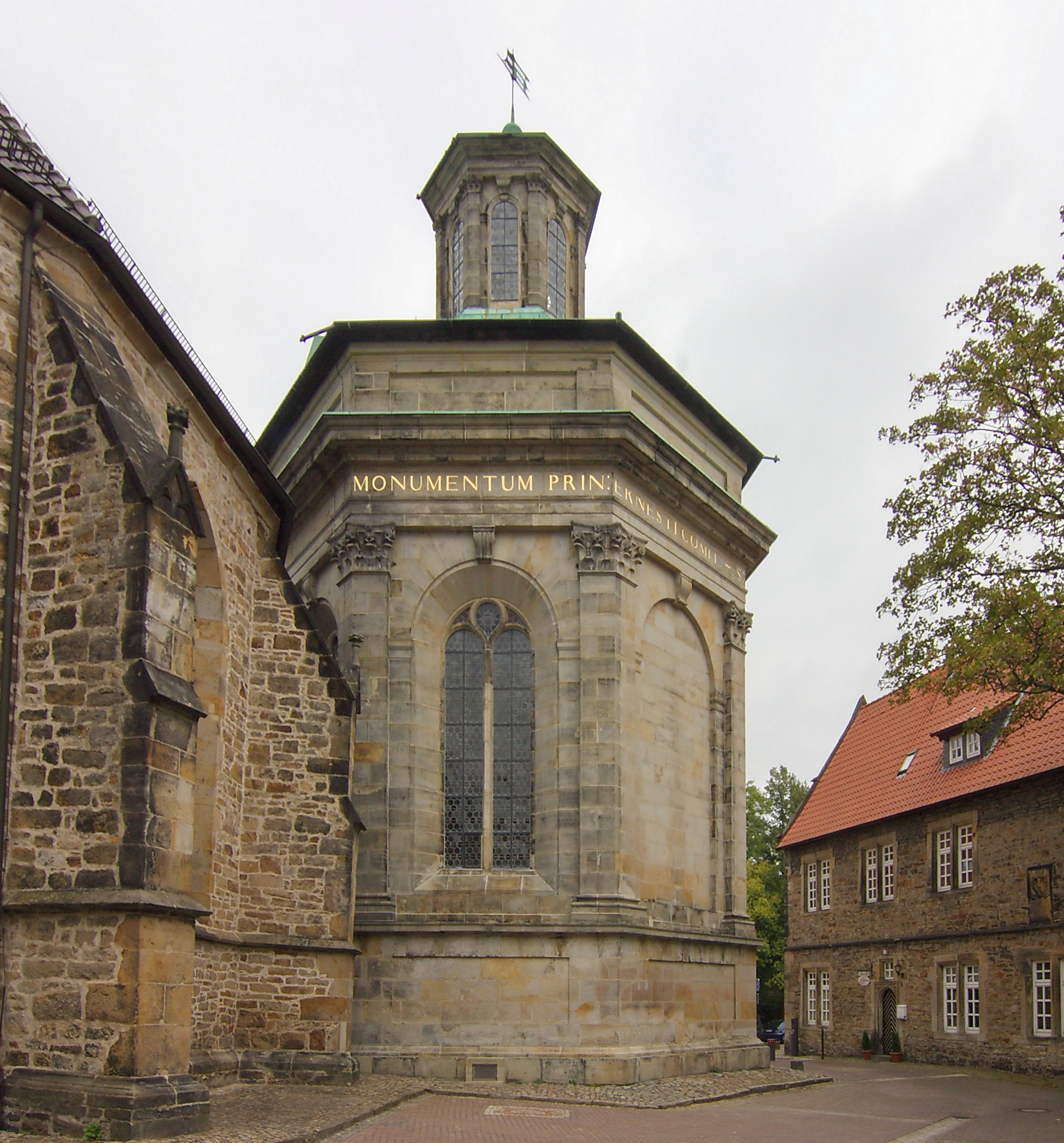
Das Fürstenmausoleum am Chor der St.-Martini-Kirche

Das Fürstenmausoleum an der St.-Martini-Kirche in Stadthagen im Landkreis Schaumburg ist ein Gesamtkunstwerk aus Architektur, Skulptur und Malerei, dem internationale Bedeutung zuerkannt wird. Das von Fürst Ernst von Holstein-Schaumburg († 1622) für sich, seine Frau Hedwig von Hessen-Kassel und seine Eltern seit 1607 geplante und 1620 begonnene Mausoleum wurde einige Jahre nach seinem Tod durch Hedwig vollendet. Den Entwurf schuf Giovanni Maria Nosseni († 1620), die Bauausführung und die Innenausmalung stammen von Anton Boten. Die 13 Bronzeplastiken und 6 Bronzereliefs des Zentralmonuments sind Reifewerke des bedeutenden Niederländers Adriaen de Vries – die einzigen, die bis heute im ursprünglichen Kontext zu sehen sind. Bau und Ausstattung sind im Originalzustand erhalten und bieten ein authentisches Bild von Stilgefühl und Weltsicht eines regierenden Fürsten zwischen Reformation und Dreißigjährigem Krieg im protestantischen Norddeutschland.

## Geschichte
Stadthagen war seit dem 13. Jahrhundert Residenz der Grafen von Schauenburg und Holstein.
In der dortigen Franziskanerkirche, später in der Pfarrkirche St. Martin waren bereits mehrere Angehörige des Hauses Schaumburg bestattet. Obwohl Ernst die Residenz 1607 nach Bückeburg verlegte, wählte er für sein Mausoleum den Platz östlich vom Chorscheitel der Martinikirche. Erste Pläne entstanden im selben Jahr 1607. Nachdem Ernst 1619 von Kaiser Ferdinand II. den Reichsfürstentitel erlangt hatte, sollte auch das Mausoleum diesen Rang widerspiegeln. Die Bauarbeiten begannen 1620 und wurden nach seinem Tod 1622 von seiner Witwe zu Ende geführt.
In das von der Kirche aus zugängliche Gruftgewölbe unter dem Mausoleum ließ Ernst seinen Vater Otto IV. († 1576) und dessen zweite Frau, seine Mutter Elisabeth Ursula von Braunschweig-Lüneburg († 1586), umbetten. Ottos erste Frau Maria von Pommern-Stettin († 1554) und deren Sohn Adolf XI., Ernsts Halbbruder und Amtsvorgänger († 1601), wurden in der Gruft unter der Kirche belassen. Bis zum Bau des Mausoleums Bückeburg von 1911–1916 war die Gruft des Stadthagener Mausoleums Familiengrablege des Hauses Schaumburg-Lippe.
Bau und Ausstattung blieben im Dreißigjährigen Krieg unbeschädigt, obwohl Stadthagen unter schweren Bränden und Plünderungen zu leiden hatte. Auch während der Kriegs- und Notzeiten der folgenden Jahrhunderte blieb das Mausoleum verschont. 2006–2010 wurde es mit öffentlichen und privaten Geldern originalgetreu restauriert.

## Außenbau

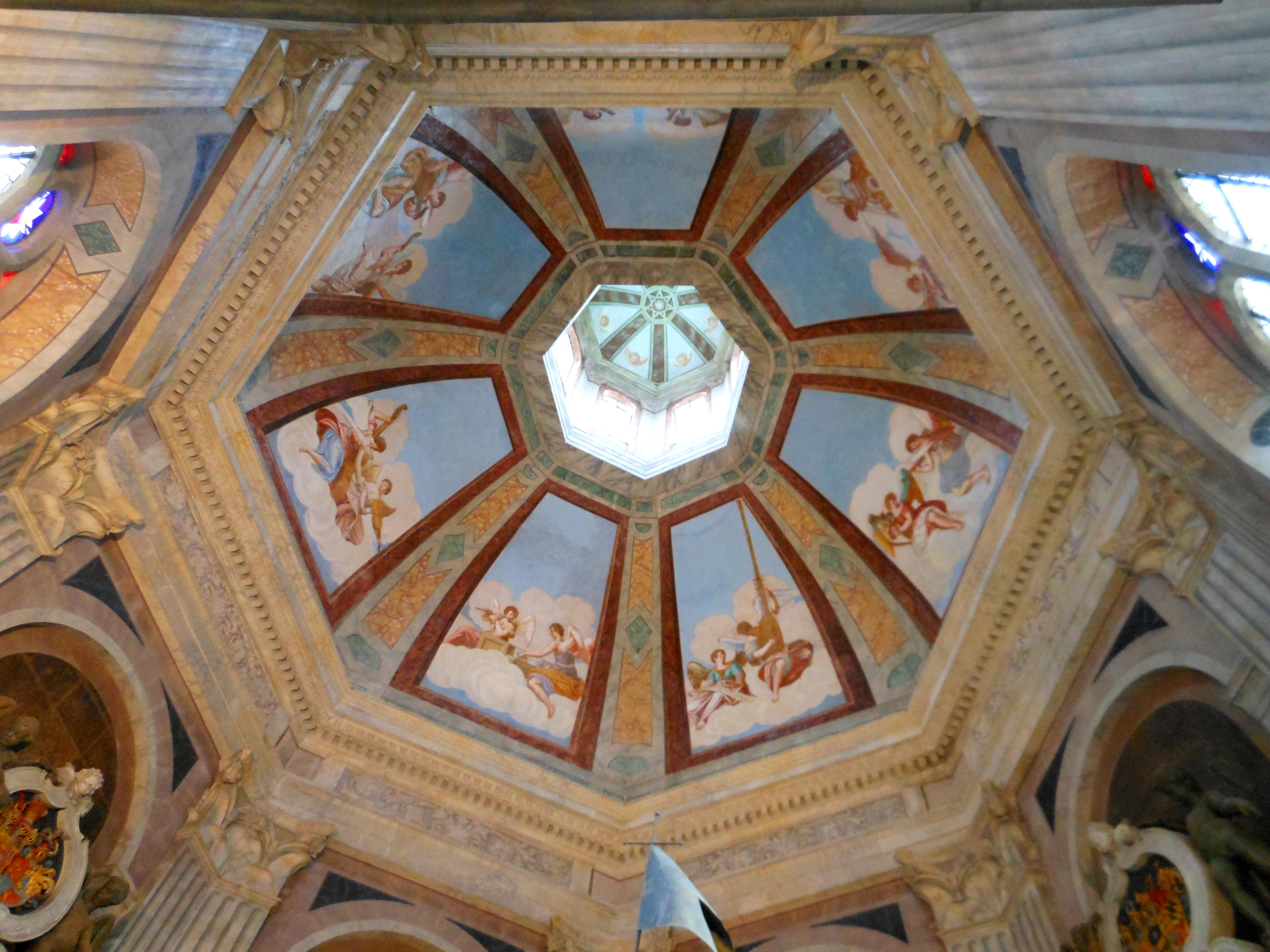
Blick in die Kuppel

Das Mausoleum, in strengen Formen der italienischen Renaissance gehalten, ist ein siebeneckiger Zentralbau aus Obernkirchener Sandstein von 24 m Höhe und 10 m Durchmesser. Die sieben Wandflächen setzen sich in den sieben Segmenten der flachen, kupfergedeckten Kuppel und in der bekrönenden Laterne fort. Die Eingangsseite, die der Kirche zugekehrt und mit dieser durch einen niedrigen Gang verbunden ist, wird von zwei Fensterwänden flankiert. Die übrigen vier Wandflächen sind mit Blendbögen versehen. Die Ecken markieren Pilaster mit korinthischen Kapitellen. Gesimse gliedern den Bau horizontal in ein niedriges Basisgeschoss, den hohen Hauptbau, ein Band mit der lateinischen Inschrift in goldenen Majuskeln und die Dachzone mit der Kuppel.

## Ausstattung

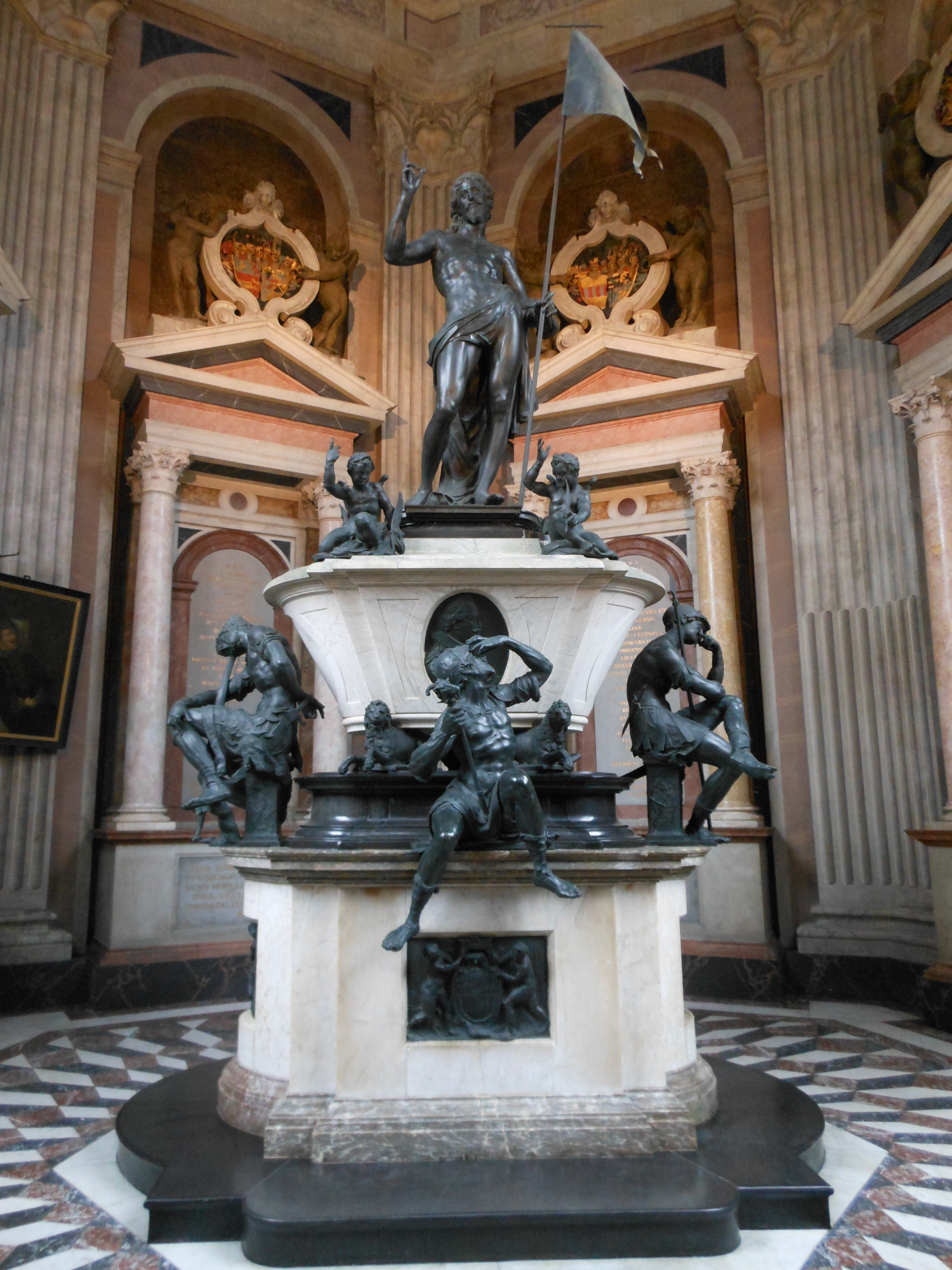
Das Grab- und Auferstehungsmonument von Adriaen de Vries

An den vier fensterlosen Wandflächen gegenüber dem Eingang stehen vier hohe Ädikulä mit italienischen Marmorsäulen. Sie umrahmen schlichte beschriftete Epitaphplatten für Fürst Ernst, seine Frau Hedwig und seine Eltern Otto und Elisabeth. Über den Giebeln sind, von Putten gehalten, ihre Wappen angebracht. Die Gebäudeecken sind, wie außen, mit korinthischen Pilastern markiert, die hier mit Schein-Kannelierungen versehen sind. Unter den beiden Fenstern hängen Gemälde von Anton Boten: Die Belebung der Totengebeine Israels (Ez 37 ) und Die Auferweckung des Lazarus (Joh 11 ).
Die sieben Gewölbesegmente sind mit je zwei musizierenden Engeln vor weiß bewölktem Himmelsblau ausgemalt und mit Schmuckbändern gerahmt. Die Engel spielen zeitgenössische Musikinstrumente wie Theorbe, Dulzian und Pommer. Darüber öffnet sich die Laterne, deren Decke das Schaumburger Nesselblattwappen im Zentrum eines siebenstrahligen Sterns sowie sieben Engelsköpfe zeigt. Durch ihre Fenster fällt indirektes Tageslicht ein.
Zentrales Ausstattungsstück ist das von Adriaen de Vries 1613–1620 geschaffene Grabmonument des Fürsten im Mittelpunkt des Raums, auf das auch das kunstvolle konzentrische Rautenmuster des Fußbodens ausgerichtet ist. Auf einem altarartigen Unterbau und einem flachen Sockel steht, von vier Bronzelöwen getragen, der Alabastersarkophag des Fürsten Ernst, der allerdings ein Kenotaph ist, weil Ernst in der Gruft unter dem Mausoleum bestattet ist. In den Unterbau sind vier Bronzereliefs eingelassen: das Wappen des Fürsten sowie die allegorischen Gottheiten Victoria, Abundantia und Fama. Der Sarkophag zeigt auf der Vorderseite ein Porträtmedaillon des Fürsten, auf der Rückseite Chronos mit Stundenglas und Sichel. Auf dem Sarkophag steht in Überlebensgröße der auferstandene Christus, die Rechte zum Segen erhoben, in der Linken die Kreuzfahne. Zu seinen Füßen sitzen vier Putten, teils durch Schreibfedern, teils durch ihre Gestik als Verkünder des Ostergeschehens gekennzeichnet. Von starker Expressivität sind die vier lebensgroß dargestellten römischen Soldaten mit Waffen und Rangabzeichen in den Händen, die an den vier Seiten des Sarkophags auf dessen Sockel sitzen. Von Pontius Pilatus mit der Bewachung des Grabes Jesu beauftragt (Mt 27,62–66 ), sind sie im Sitzen eingeschlafen. Nur einer von ihnen blickt erschrocken rückwärts und aufwärts zum Auferstandenen, dessen Lichtglanz ihn geweckt hat und blendet. 
Anton Botens Bilder und mehr noch Adriaen de Vries’ ausdrucksstarke Skulpturen zeigen das Stilempfinden des Manierismus, der schon zum Barock vorausweist.

## Deutungsansätze
Das Mausoleum ist als Gedenkort für das Leben und die Tugenden der darin Bestatteten, besonders des Fürsten Ernst, konzipiert; dem dienen der architektonisch-künstlerische Aufwand insgesamt sowie im Einzelnen die vier Epitaphtafeln mit ihren Texten. Darüber hinaus ist es ein Zeugnis christozentrischen Auferstehungsglaubens. In der Osterszene des Zentralmonuments ist das Kenotaph des Fürsten zugleich das Grab Christi, aus dem er aufersteht. Die Szene wird damit zur Illustration paulinischer Aussagen wie Röm 6,5 .
Verschiedene Deutungen sind für die ganz ungewöhnliche heptagonale Form des Mausoleums versucht worden. Rein praktisch ergibt sich die Siebenzahl der Wände aus der symmetrischen Anordnung der vier Epitaphwände gegenüber der Eingangs- und den beiden Fensterwänden. Biblisch-christlich ist die Sieben von der Schöpfungsgeschichte bis zur Johannesoffenbarung die Zahl der Vollendung. Schließlich hat die Sieben auch eine besondere Bedeutung in der Rosenkreuzerbewegung, zu der Fürst Ernst nachweislich Kontakt hatte.